# Dog Man
Dog Man is een Amerikaanse computeranimatiefilm uit 2025, geschreven en geregisseerd door Peter Hastings en geproduceerd door DreamWorks Animation. De film is gebaseerd op de gelijknamige stripromanserie van Dav Pilkey en een spin-off van de animatiefilm Captain Underpants: The First Epic Movie uit 2017.

## Verhaal
Een schurkachtige oranje kat genaamd Petey plaatst een bom in OK City. Politieagent Knight en zijn hond Greg komen aan om de bom onschadelijk te maken, maar deze ontploft en Knights hoofd en Gregs lichaam raken volledig gewond. Het duo overleeft het wanneer de doktoren besluiten Gregs hoofd eraf te snijden en het aan Knights lichaam te bevestigen, waardoor ze een hond-menshybride worden genaamd Dog Man. Dog Man wordt in het politiekorps opgenomen en trekt ten strijde tegen Petey.

## Stemverdeling
| Personage     | Engelse stem           | Nederlandse stem    | Vlaamse stem       |
| ------------- | ---------------------- | ------------------- | ------------------ |
| Dog Man       | Peter Hastings         | Peter Hastings      | Peter Hastings     |
| Petey         | Pete Davidson          | Buddy Vedder        | Joris Hessels      |
| Li'l Petey    | Lucas Hopkins Calderon | Seb van de Wetering | Juul Kolacny       |
| Chief         | Lil Rel Howery         | Rogier Komproe      | Vic De Wachter     |
| Sarah Hatoff  | Isla Fisher            | Priscilla Knetemann | Lotte De Clerck    |
| Seamus        | Billy Boyd             | Frans Limburg       | Govert Deploige    |
| Flippy de vis | Ricky Gervais          | Finn Poncin         | Günther Lesage     |
| Grampa        | Stephen Root           | Fred Meijer         | Jan De Smet        |
| Butler        | Poppy Liu              | Kim van Zeben       | Isabelle Van Hecke |

## Productie
DreamWorks Animation kondigde in december 2020 de verfilming van Dog Man aan, waarbij Peter Hastings de regie op zich zou nemen na zijn ervaring met de animatietelevisieserie The Epic Tales of Captain Underpants (2018–2020). Karen Foster werd in januari 2024 aangekondigd als producent en de stemmencast werd in september 2024 bekendgemaakt bij de release van de eerste trailer.

## Release en ontvangst
Dog Man ging op 15 januari 2025 in première op het Festival international du film de comédie de l'Alpe d'Huez. De film ging op 31 januari 2025 in première in de Amerikaanse bioscopen.
De film kreeg overwegend positieve kritieken van de filmcritici, met een score van 80% op Rotten Tomatoes, gebaseerd op 96 beoordelingen.

### Kassaopbrengsten
Dog Man ging in de Amerikaanse bioscopen in première naast Companion en Valiant One met de verwachting van een bruto-opbrengst in het openingsweekend van 20 à 30 miljoen Amerikaanse dollars in 3855 bioscopen. De film bracht uiteindelijk 36 miljoen dollar op in zijn openingsweekend en eindigde daarmee op de eerste plaats aan de kassa.